# Montaigut-le-Blanc (Creuse)
Montaigut-le-Blanc település Franciaországban, Creuse megyében. Lakosainak száma 372 fő (2022. január 1.). Montaigut-le-Blanc Augères, Aulon, Azat-Châtenet, Gartempe, Le Grand-Bourg, Saint-Silvain-Montaigut és Saint-Victor-en-Marche községekkel határos.

## Népesség
A település népességének változása:
| Lakosok száma | 537  | 461  | 448  | 386  | 385  | 400  | 408  | 411  | 398  | 372  |
|               | 1968 | 1982 | 1990 | 2006 | 2013 | 2015 | 2017 | 2019 | 2020 | 2022 |